# 正輝中國
正輝中國集團有限公司，簡稱正輝中國，以及正輝中國集團，（英語：China Fair Land Holdings Limited，港交所除牌時0169.HK），在1989年由蘇邦俊先生創立一家主要開發、銷售等商業中心、住宅地區公司，而股份在2002年6月4日（六四民運事件13周年）於香港交易所主板上市。
在2008年6月9日，更名恆力商業地產(集團)有限公司之前，由於公司長期負債，故此由詹培忠兒子詹劍崙，聯同陳長偉兄妹及親人進行收購股權，出售China Fair Land Propetries Limited後，將會專注長遠有俱效益前景的物業。

## 連結
- HLGroup.com.hk （页面存档备份，存于）